# Hypena crassipalpis
Hypena crassipalpis là một loài bướm đêm trong họ Erebidae.